# F. Percy Smith
Frank Percy Smith (geb. 12. Januar 1880 in London; gest. 24. März 1945 ebenda) war ein britischer Naturforscher, Fotograf und früher Pionier des Naturfilms. Er arbeitete für den Filmproduzenten Charles Urban, bei dem er Pionierarbeit auf dem Gebiet des Zeitraffers und von Mikroskopie-Filmen leistete.

## Biografie
Percy Smiths Eltern waren Francis David Smith (1854–1918) und Ada Smith (geborene Blaker; geb. 1856). Percy Smith heiratete 1907 Kate Louise Ustonson (1881–1959). Er wurde Angestellter des British Board of Education und begann die Natur um ihn herum zu fotografieren. Smith entwickelte eine Leidenschaft für das Ausreizen der Grenzen des Filmens. Seine Nahaufnahme der Zunge einer Schmeißfliege erregten die Aufmerksamkeit des Filmproduzenten Charles Urban. Smith schuf dann To Demonstrate How Spiders Fly (1909) und The Acrobatic Fly (1910) bevor er sich in Vollzeit der Charles Urban Trading Company anschloss. Er war Regisseur von über 50 Naturfilmen der Serie Urban Sciences, einschließlich des bahnbrechenden Stop-Motion-Films The Birth of a Flower (1910), bevor der Erste Weltkrieg ausbrach.
Während des Ersten Weltkrieges diente Smith von 1916 bis 1918 in der Royal Navy als Marinefotograf. Er machte für die britischen Streitkräfte Luftaufnahmen von Schlachtfeldern und eine Serie von Filmen, die die Schlachten mit animierten Karten darstellten, darunter Fight for the Dardanelles (1915).
Nach dem Krieg arbeitete er ab 1922 für British Instructional Films an der Serie Secrets of Nature und machte die Komödie The Bedtime Stories of Archie the Ant (1925). Er setzte seine Arbeit für BIF bis in die 1930er Jahre an der in Secrets of Life umbenannten Serie fort. Er übergab die Regiearbeit an Filmen wie Magic Myxies und The World in a Wine-Glass (1931) an seiner Kollegen Agnes Mary Field (1896–1968) und Humphrey Robert Hewer (1903–1974) ab, derweil er sich auf die Bildaufnahmen konzentrierte.
Er starb am 24. März 1945 in seinem Haus in Southgate in London. Sein Tod wurde als Selbsttötung durch Kohlegasvergiftung festgestellt und war auf den Titelseiten der britischen Zeitungen. In seinem Testament vermachte er 3203 Pfund 2 Schilling 6 Pence (etwa 147.089 EUR).
Eine Auswahl seiner Filme wurden vom British Film Institute auf DVD herausgebracht.
Eine BBC-Dokumentation von 2013 beschreibt das Werk Smiths und versucht nachzuvollziehen, wie sein Film The Acrobatic Fly gemacht wurde.

## Filmografie
- To Demonstrate How Spiders Fly (1909)
- The Acrobatic Fly (1910)
- The Birth of a Flower (1910)
- The Strength and Agility of Insects (1911)
- Fight for the Dardanelles (1915)
- The Bedtime Stories of Archie the Ant (1925)
- Life Cycle of the Maize[3] (1942)
- Life Cycle of the Newt[4] (1942)
- Life Cycle of the Pin Mould[5] (1943)
- Life History of the Onion[6] (1943)